# Талька (станція)
Та́лька (біл. Та́лька) — залізнична станція Мінського відділення Білоруської залізниці на електрифікованій магістральній лінії Гомель — Мінськ між зупинними пунктами Верхи (6 км) та Веленський (3 км). Розташована у однойменному селищі Талька Пуховицького району Мінської області.

## Історія
1873 року через село Талька побудована Лібаво-Роменська залізниця. У той же час відкрита й однойменна залізнична станція.
Проти ночі на 9 жовтня 1942 року партизанські загони Володимира Тихомирова та Євгена Філіпського провели операцію із захоплення та вибуху пильно охороняємого німецько-фашистськими військами залізничного моста через річку Талька в районі залізничної станції. В результаті операції лінія Мінськ — Бобруйськ була виведена з ладу на 12 діб, а декілька поїздів були пущені під укіс.
28 листопада 1971 року завершена електрифікація дільниці Пуховичі — Талька з відкриттям руху приміських електропоїздів з Мінська.
3 листопада 1972 року завершена електрифікація дільниці Талька — Осиповичі I. Відкрито рух приміських електропоїздів Мінськ — Осиповичі.

## Пасажирське сполучення
На станції зупиняються поїзди регіональних ліній бізнес- та економкласу до станцій Мінськ-Пасажирський (Інститут культури), Бобруйськ та Осиповичі I.

## Галерея

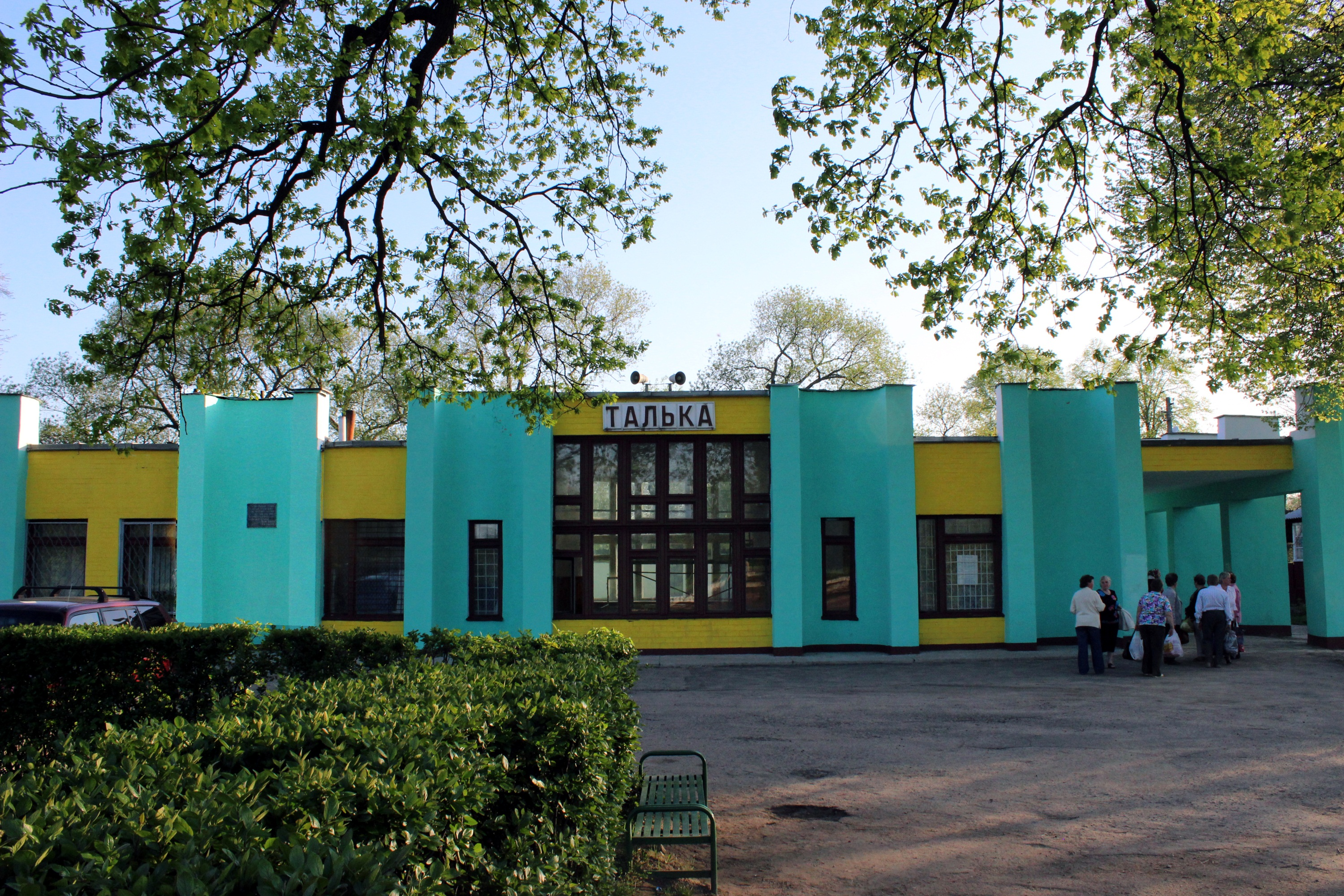
Вокзал станції Талька
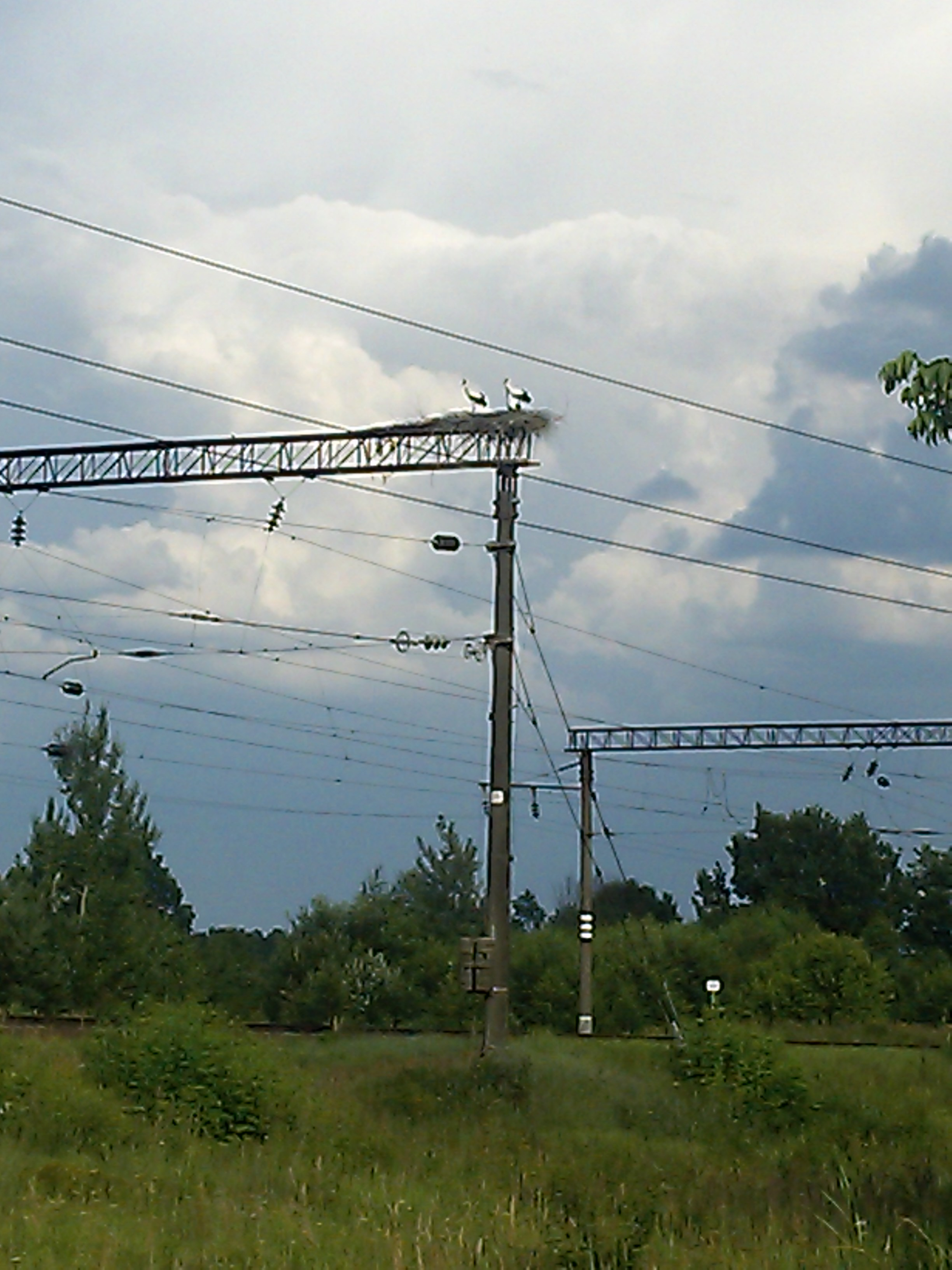
Краєвид станції Талька
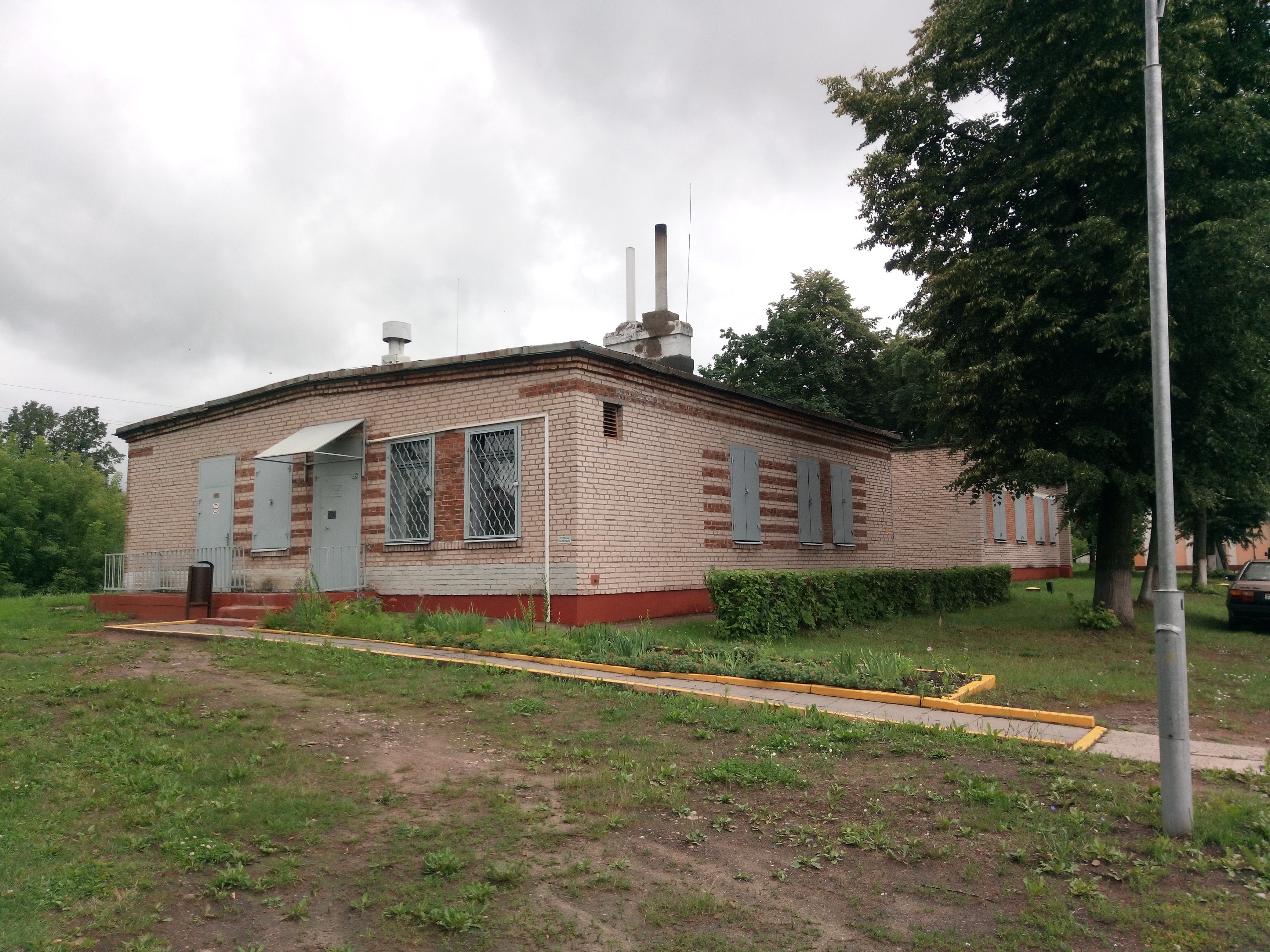
Будівля адміністрації станції
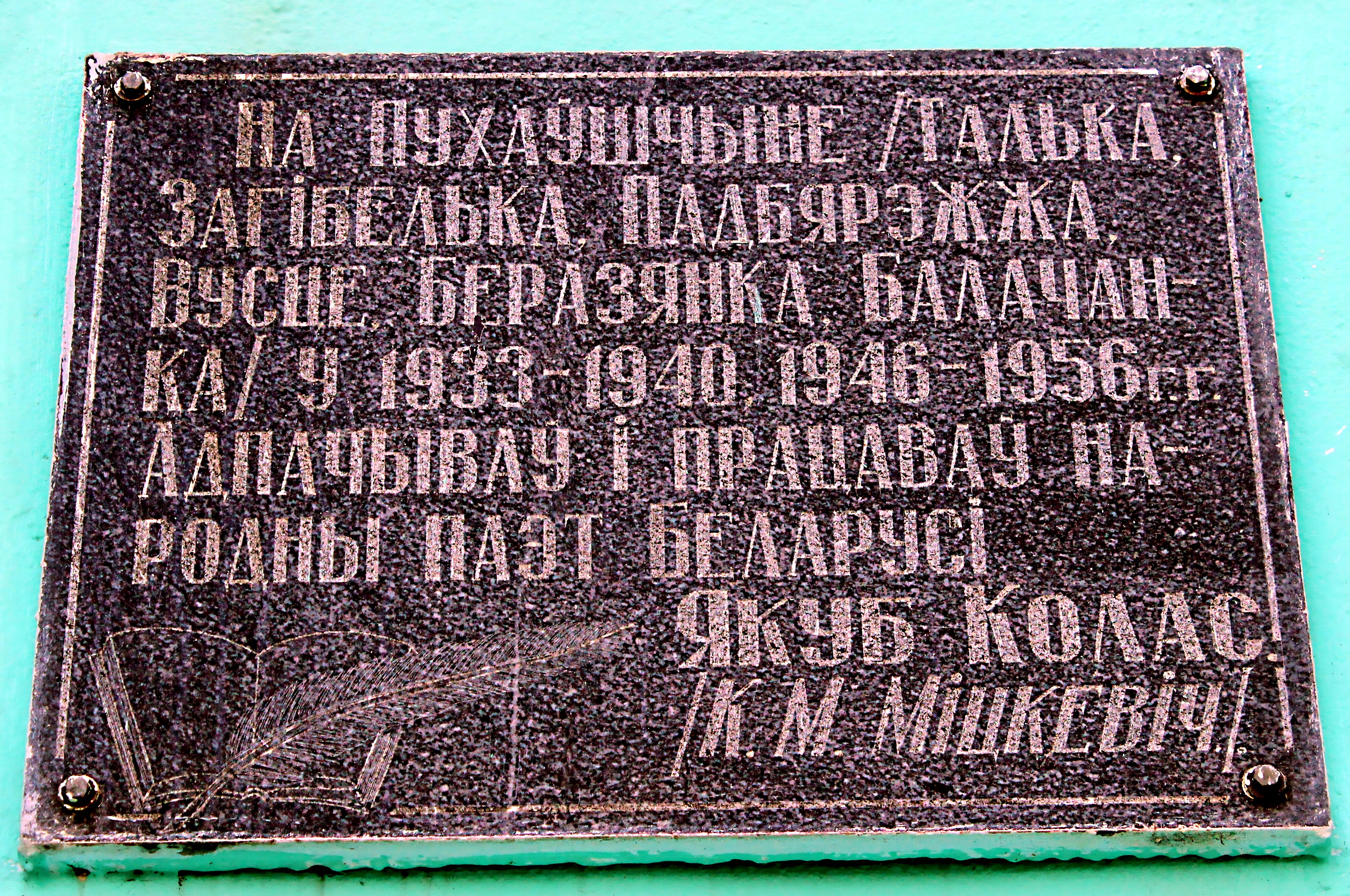
Меморіальна дошка на честь перебування на станції Якуба Коласа
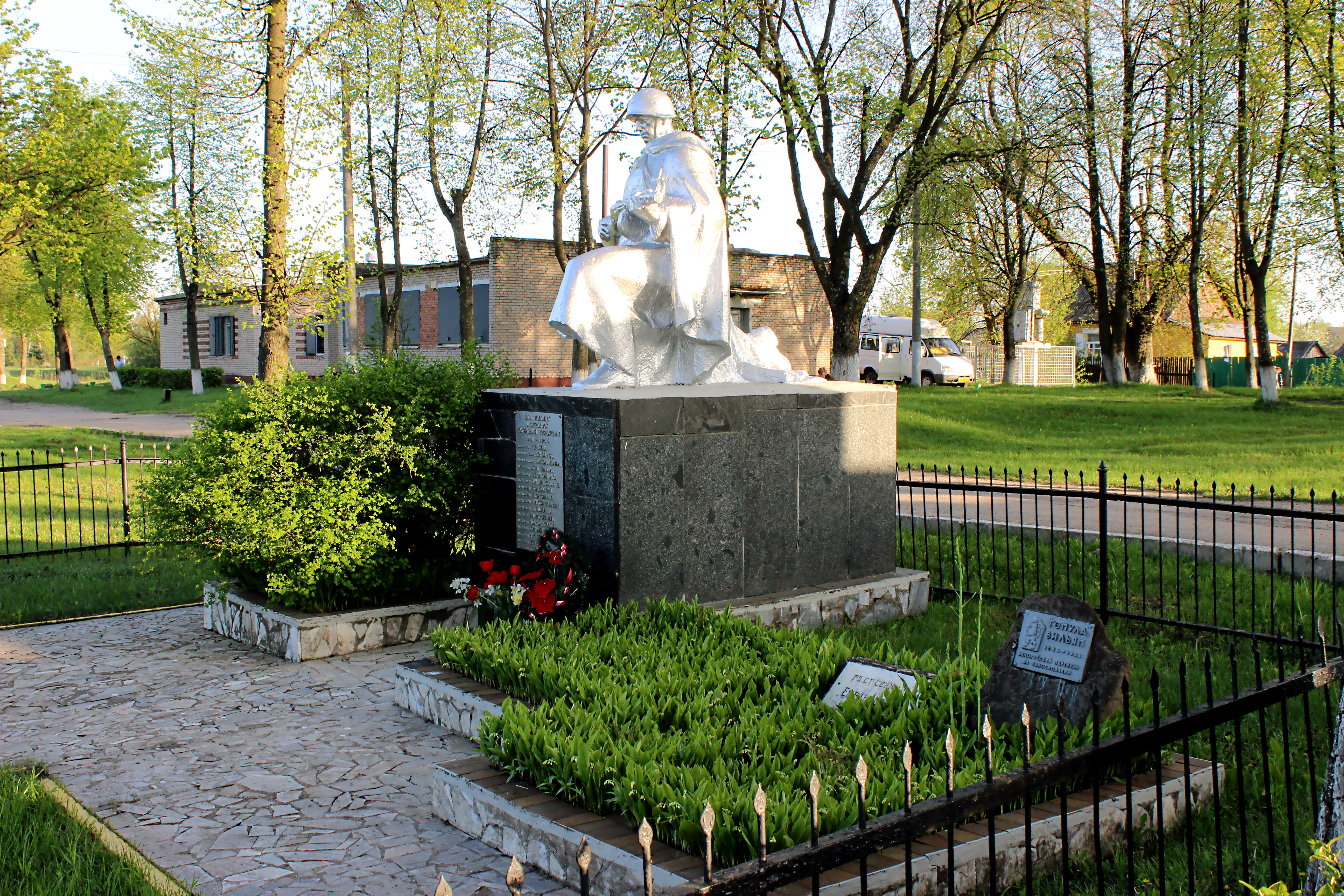
Меморіал полеглим під час Другої світової війни біля станції
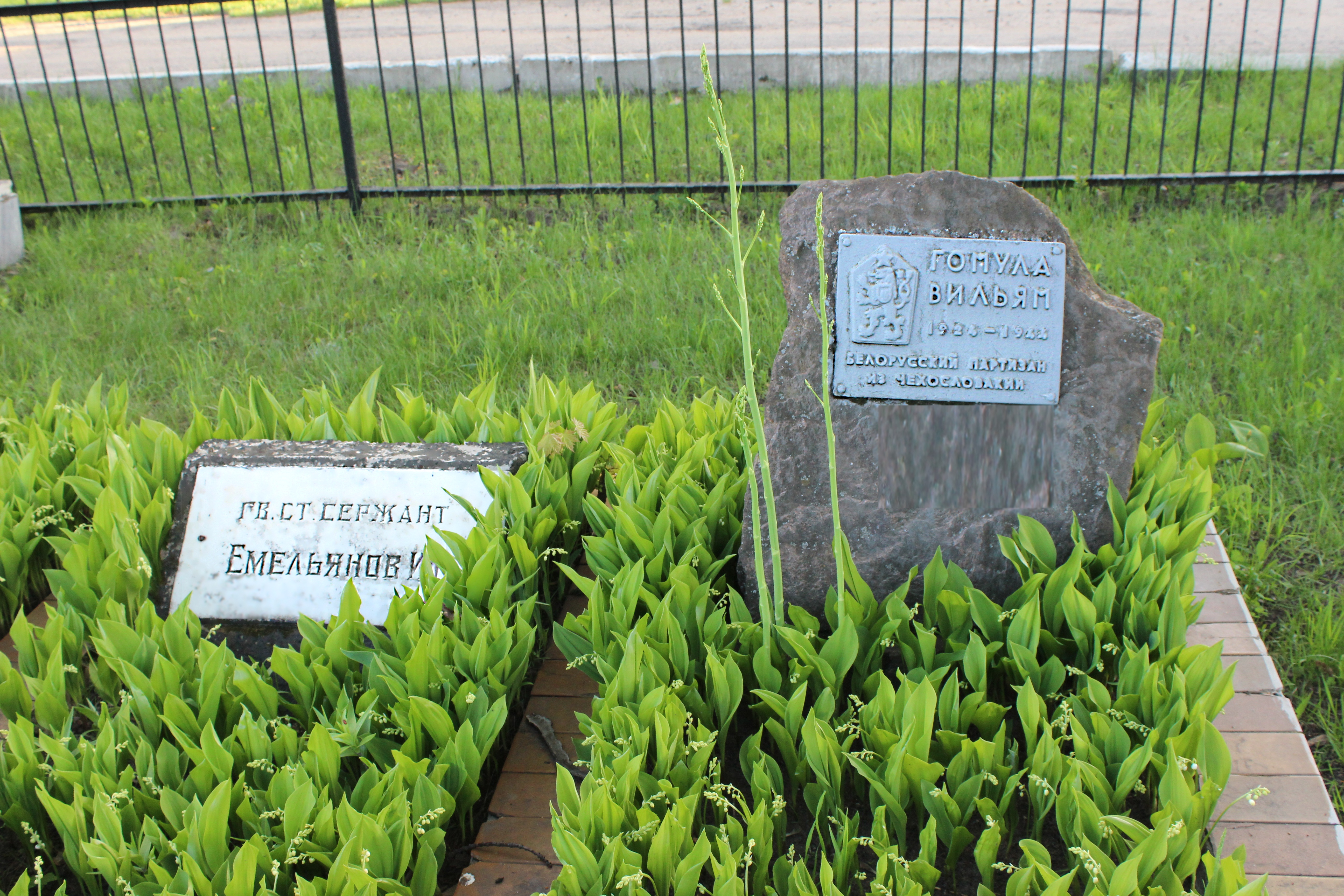
Могила сержанта Ємєльянова та партизана з Чехії Вільяма Гомули (1924—1944) біля станції Талька
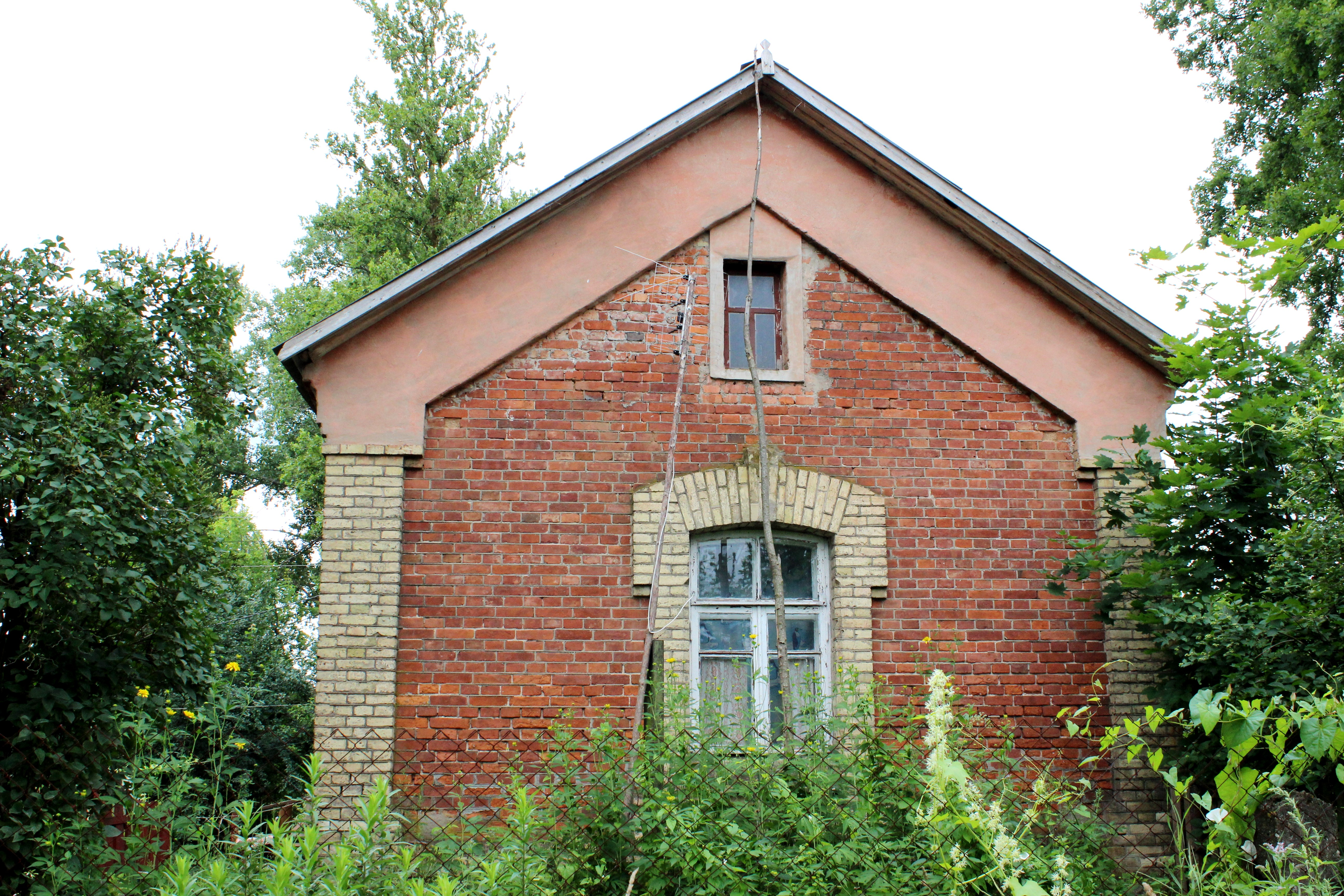
Залізнична казарма (кінець XIX — початок XX століття)
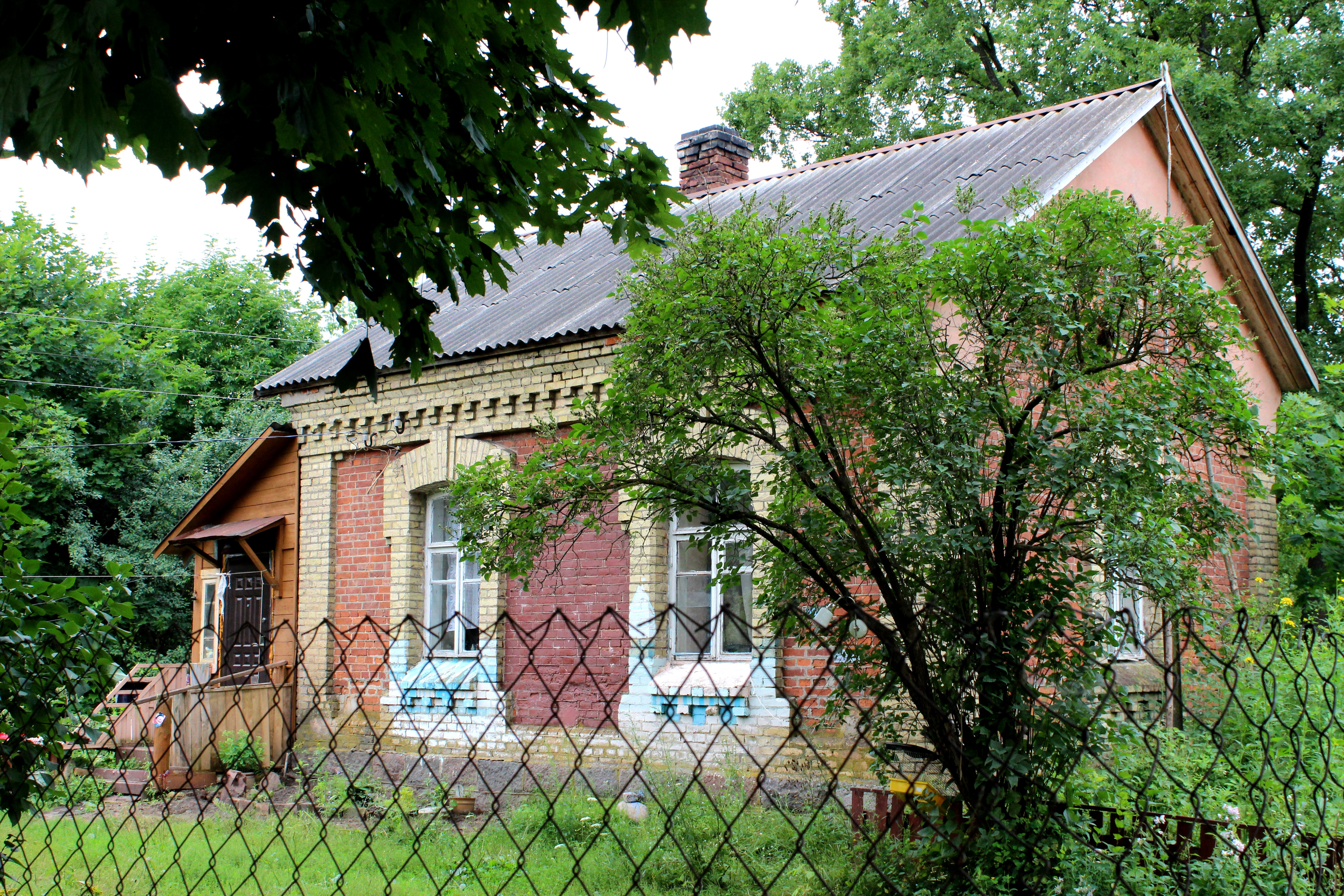
Будівля залізничної казарми